# Andrónico V Paleólogo
Andrónico V Paleólogo (en griego: Ανδρόνικος  Ε' Παλαιολόγος) (h. 1400 – h. 1407) fue coemperador del Imperio bizantino con su padre Juan VII Paleólogo.

## Vida
Andrónico V Paleólogo es el único hijo conocido del emperador Juan VII Paleólogo e Irene Gattilusio, hija de Francesco Gattilusio. Al tiempo de su nacimiento Juan VII era regente del Imperio bizantino por su tío Manuel II Paleólogo. En fecha desconocida, probablemente después de que su padre se asentara en Tesalónica, Andrónico V fue procalamdo coemperador nominal, probablemente en 1403/1404. Falleció antes que su padre, muriendo probablemente en 1407.
Debe señalarse que el estatus imperial tanto de Juan VII como de Andrónico V era puramente honorario y que no fueron coemperadores de pleno derecho (aunque Juan VII había reinado como emperador en 1390 y como regente en Constantinopla desde 1399 hasta 1403).